# Ana Vilma de Escobar

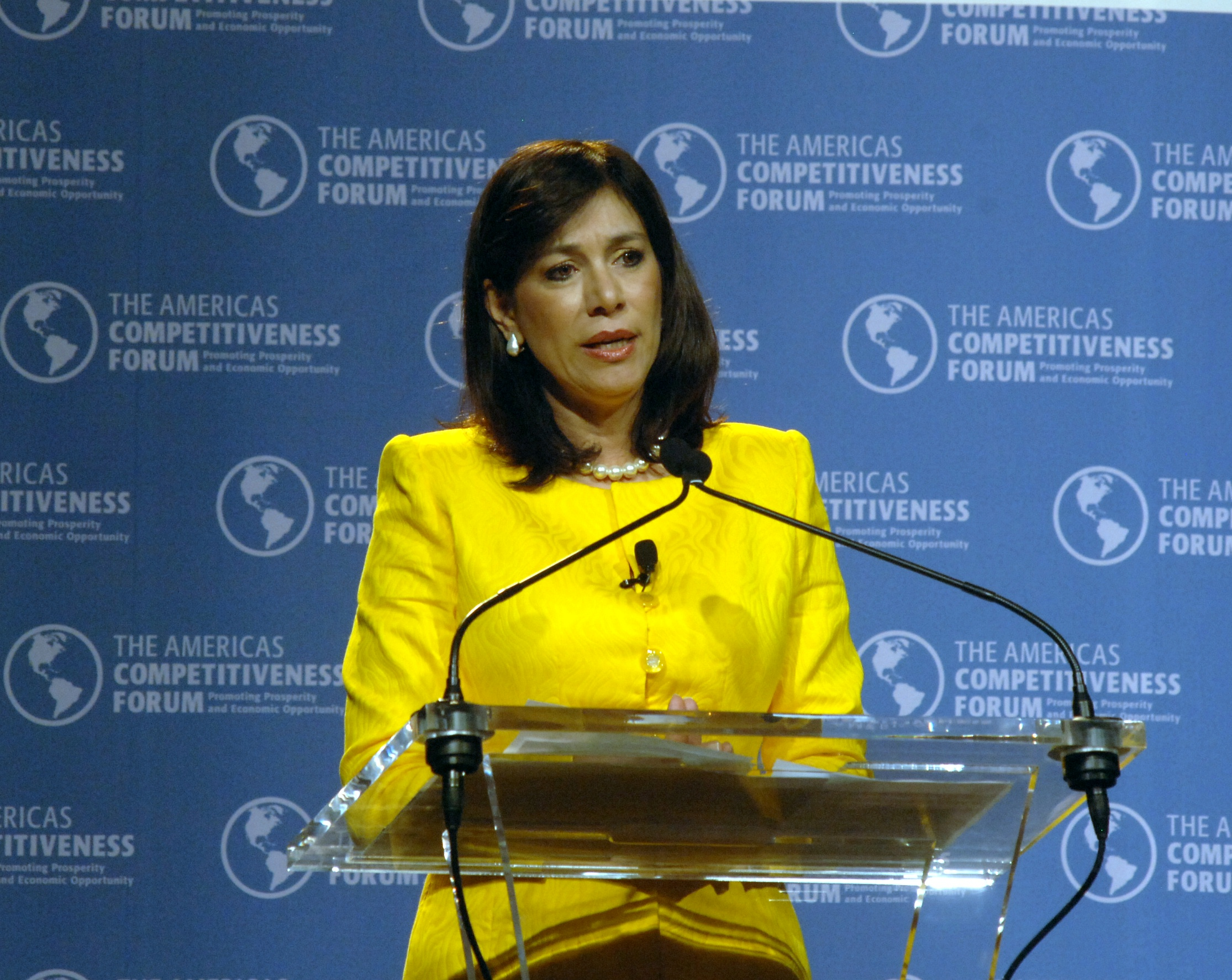
Ana Vilma de Escobar

Ana Vilma Albanez de Escobar (* 2. März 1954) ist eine salvadorianische Politikerin. Die studierte Ökonomin war lange Zeit für die United States Agency for International Development tätig und leitete zwischen 1999 und 2001 das Instituto Salvadoreño del Seguro Social. Anschließend war sie insbesondere als Parteipolitikerin für die Alianza Republicana Nacionalista tätig und trat 2004 als Vizepräsidentschaftskandidatin von Elías Antonio Saca bei den salvadorianischen Präsidentschaftswahlen an. Am 21. März 2004 wurde die beiden gewählt. 2009 trat sie parteiintern als Kandidatin auf, verlor aber die Vorwahlen gegen Rodrigo Ávila. 2012 bis 2018 saß sie in der Legislativversammlung von El Salvador, dem Parlament des Landes.
| Personendaten    | Personendaten                                      |
| ---------------- | -------------------------------------------------- |
| NAME             | Escobar, Ana Vilma de                              |
| ALTERNATIVNAMEN  | Escobar, Ana Vilma Albanez de (vollständiger Name) |
| KURZBESCHREIBUNG | salvadorianische Politikerin                       |
| GEBURTSDATUM     | 2. März 1954                                       |